# Unerlaubte Veranstaltung eines Glücksspiels
Die Unerlaubte Veranstaltung eines Glücksspiels ist eine Straftat, die in Deutschland in § 284 StGB normiert wird. Bei der Vorschrift handelt es sich um eine Zentralnorm des Glücksspielstrafrechts, die ihre heute geltende Fassung am 23. Dezember 1919 erhielt.
Nach ihr wird bestraft, wer ohne behördliche Erlaubnis öffentlich ein Glücksspiel veranstaltet oder die Einrichtungen hierzu bereitstellt. Unerlaubte Lotterien sind Sonderformen des verbotenen Glücksspiels, die nach der Spezialregelung des § 287 StGB erfasst werden. Die Vorschriften des Strafrechts sollen die staatliche Kontrolle über öffentlich praktizierte Glücksspiele gewährleisten.

## Inhalt und Voraussetzungen

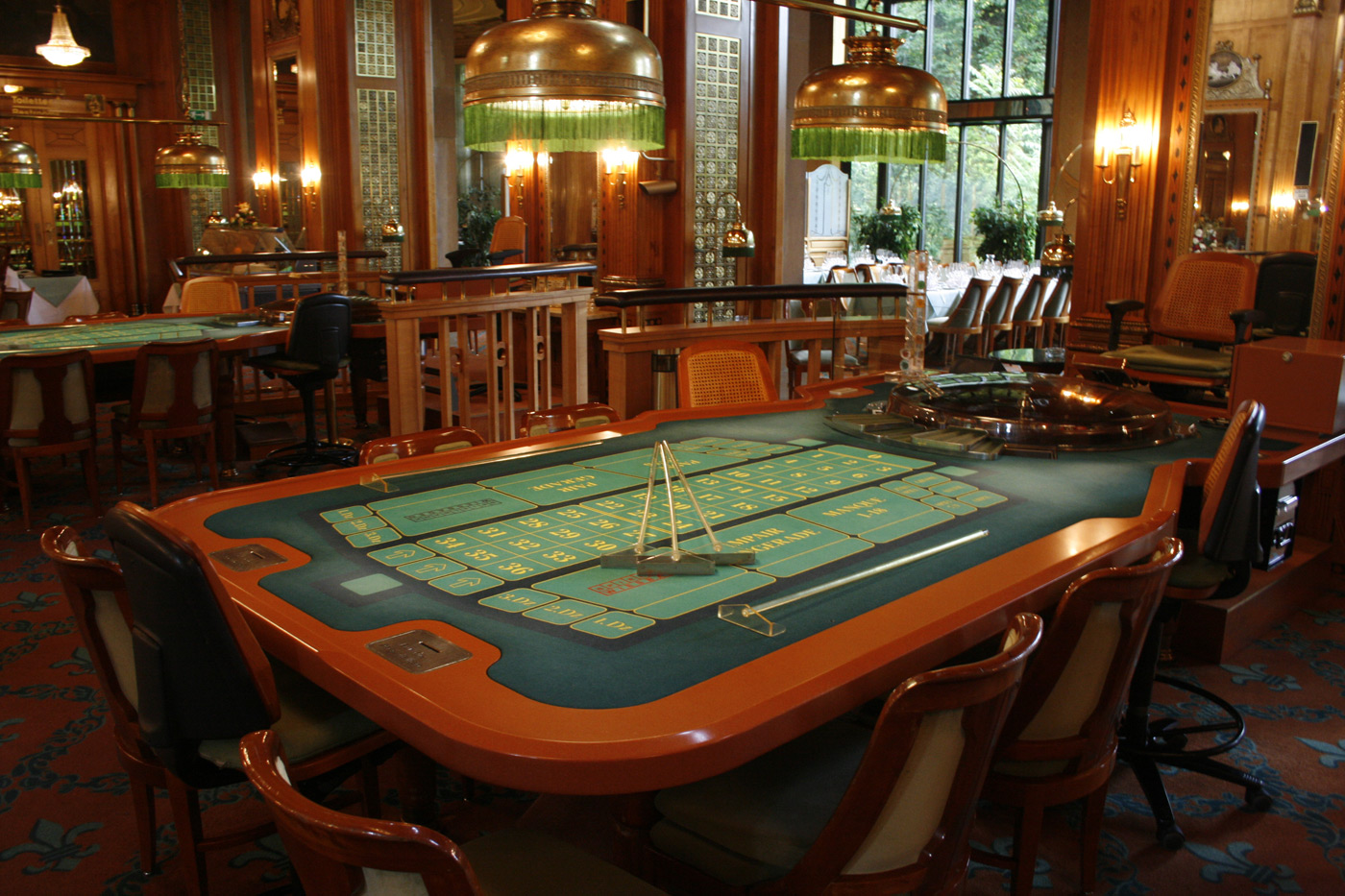
Der Roulette-Tisch (Einfachtisch)

Bei einem Glücksspiel hängen Gewinn und Verlust nicht wesentlich von den Fähigkeiten des Spielers ab, sondern werden ganz oder überwiegend vom Zufall bestimmt; die Wahrscheinlichkeit des Gewinnes ist also unabhängig von individuellen Anstrengungen. Der Spieler will einen geldwerten Gewinn erzielen und hat, wie es in § 3 des Glücksspielstaatsvertrages (GlüStV) formuliert wird, für „den Erwerb einer Gewinnchance“ ein Entgelt zu entrichten. Aus diesem Grund sind Geschicklichkeitsspiele, wie etwa Billard, bei denen die persönlichen Fähigkeiten und Erfahrungen des Spielers den Spielausgang wesentlich bestimmen, von der Vorschrift nicht erfasst.
Spielberechtigungsbeiträge, etwa in Form von Eintrittsgeld, sind nicht unter den Begriff zu fassen, da sie stets verloren sind. Weiterhin wird gefordert, dass zumindest die Möglichkeit des Gewinns besteht. Dabei ist jedoch unerheblich, ob diese Möglichkeit die eigentliche Absicht des Glücksspiels ist oder der Einsatz lediglich als „Entgelt“ für den „Zeitvertreib“ betrachtet wird.
Glücksspiele im Sinne der Vorschrift sind etwa Roulette, Würfeln um Geld und vor allem das  Automatenspiel, das ein hohes Suchtpotential aufweist. Von den zahlreichen Kartenspielen zählen etwa Pokern und Mauscheln zu den Glücksspielen, nicht aber Skat oder Schafkopf, die als Geschicklichkeitsspiele betrachtet werden.
Auch Sport- und Rennwetten sind Glücksspiele und bedürfen einer behördlichen Erlaubnis. Gelegentlich wird die Auffassung vertreten, eine Wette mit festgelegten Quoten sei eher als Geschicklichkeitsspiel einzustufen, da die Kenntnis des Wettenden die Gewinnchance beeinflusse. Diese Minderheitsauffassung widerspricht höchstrichterlicher Rechtsprechung, die davon ausgeht, dass auch hier die Entscheidung über Gewinn und Verlust nicht wesentlich von den Kenntnissen der Spieler abhänge, sondern überwiegend vom Zufall bestimmt werde, für dessen Beurteilung die Spielverhältnisse ausschlaggebend seien. Den Maßstab hierfür bildet das Publikum, nicht aber der besonders geübte Teilnehmer.

## Rechtsgut und Hintergrund

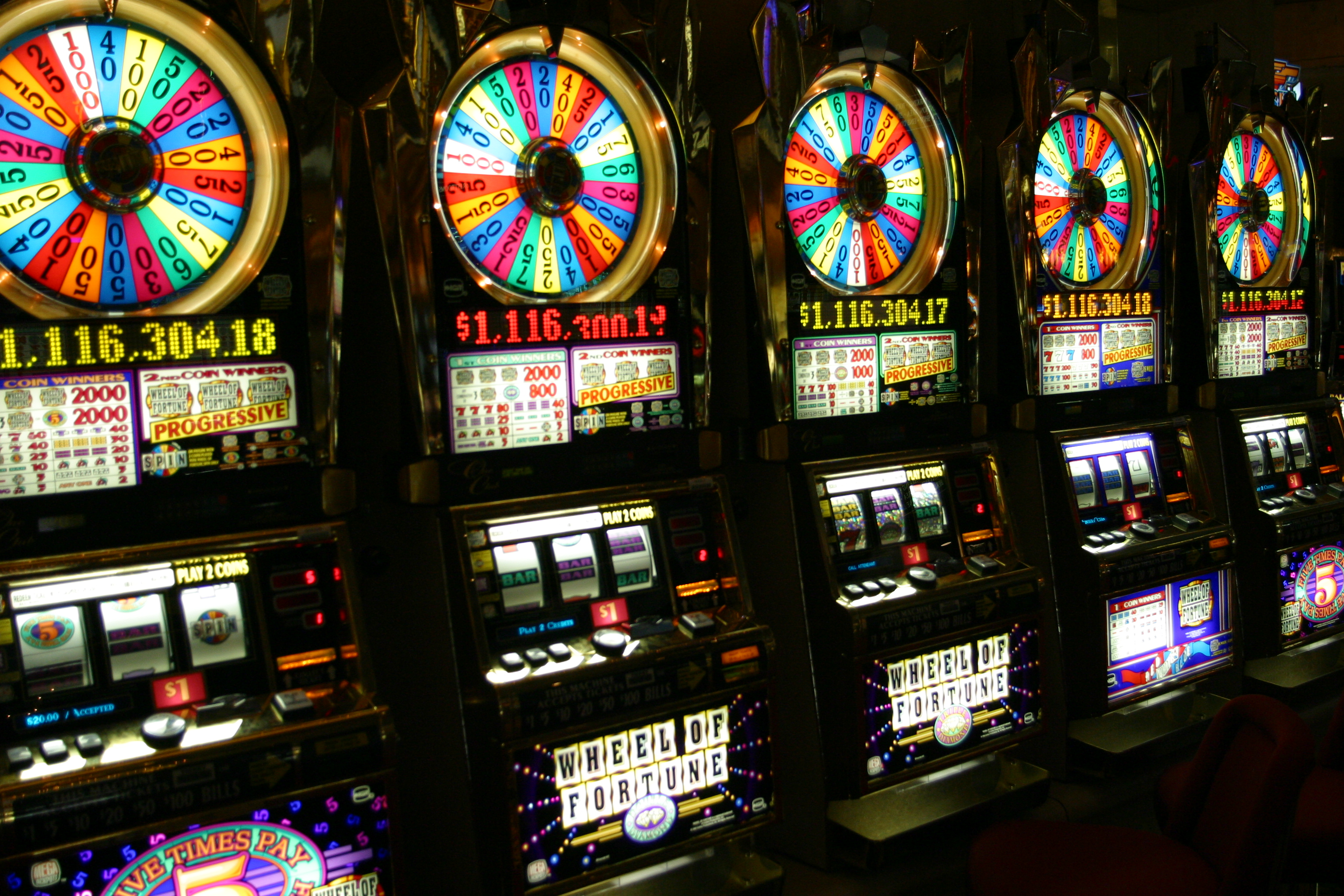
Spielautomaten haben ein hohes Suchtpotential

Da die Strafbarkeit des Verhaltens davon abhängt, ob eine behördliche Erlaubnis vorliegt, ist die Vorschrift verwaltungsakzessorischer Natur. Der Tatbestand umfasst die verwaltungsrechtliche Verbotsnorm sowie die darauf basierende strafrechtliche Sanktion, so dass sich nicht nur Straf-, sondern häufig auch Verwaltungsgerichte mit der Auslegung dieser zentralen Norm befassen.
Es ist umstritten, welches Rechtsgut von der Norm geschützt werden soll.
Nach herrschender Meinung soll sie die „wirtschaftliche Ausbeutung der natürlichen Spielleidenschaft unter staatliche Kontrolle nehmen.“
Der Regelungszweck der Beschränkungen besteht dann letztlich darin, die Spieler vor leichtfertigen Vermögensverlusten zu schützen und die Umwelt dadurch vor den schädlichen Folgen des fatalen Spielens zu bewahren.
Nach einer anderen Auffassung soll der Spieler durch die staatliche Kontrolle lediglich vor Manipulationen – und damit Vermögensschäden – im Bereich des besonders betrugsanfälligen Glücksspiels geschützt werden.
Andere wiederum heben die wirtschaftliche Existenz und Gesundheit des einzelnen hervor sowie die öffentliche Sicherheit und Volksgesundheit.
Dies entspricht § 1 Nr. 2 GlüStV, nach dem der „natürliche Spieltrieb der Bevölkerung in geordnete und überwachte Bahnen“ gelenkt werden soll, eine Begründung, die kritisiert wurde. So bemerkt  Thomas Fischer, es sei schwer vorstellbar, diese Begründung auf ein staatlicherseits zu gewährleistendes „ausreichendes Angebot an Opiaten“ zu übertragen.
Die weiteren Absichten, übermäßige Spielanreize zu verhindern, die Spielleidenschaft nicht für private oder gewerbliche Gewinnzwecke auszunutzen oder die Einnahmen für gemeinnützige Zwecke zu verwenden, würden die Kriminalisierung des unkonzessionierten Spielbetriebs nicht ausreichend begründen. Zu Recht hielten sich sozialpädagogische Einflussnahmen des Staates im Bereich des konzessionierten Glücksspiels in engen Grenzen. So hat der EuGH im Jahr 2010 entschieden, dass staatliche Monopole auf Sportwetten und Lotterien mit europäischem Recht nicht vereinbar seien. „Spiele[n] und Wetten, die, wenn im Übermaß betrieben, sozialschädliche Folgen haben“, kann demnach insofern entgegengewirkt werden, dass durch nationale Rechtsvorschriften versucht wird, „eine Anregung der Nachfrage zu vermeiden und vielmehr die Ausnutzung der Spielleidenschaft der Menschen zu begrenzen“.
Wegen der staatlichen Partizipation an den durch lizenziertes Glücksspiel erzielten Gewinnen hat die öffentliche Hand ein erhebliches Interesse, ihren Genehmigungsvorbehalt zu sichern. Aus diesem Grund schützt die Norm objektiv und mittelbar die Möglichkeit staatlicher Einnahmen infolge einer Monopolisierung, ein Gesichtspunkt, der zwar im Vordergrund einiger fiskalischer Überlegungen stehen mag, den normativen Begründungszusammenhang einer Strafbewehrung indes nicht stützen kann.